# Janseana vibrata
Janseana vibrata är en fjärilsart som beskrevs av Edward Meyrick 1913. Janseana vibrata ingår i släktet Janseana och familjen äkta malar. Inga underarter finns listade i Catalogue of Life.